# Leichtathletik-Weltmeisterschaften 2019/Teilnehmer (Georgien)
| Gelbes Symbol für Goldmedaillen mit stilisierten Olympischen Ringen | Graues Symbol für Silbermedaillen mit stilisierten Olympischen Ringen | Braundes Symbol für Bronzemedaillen mit stilisierten Olympischen Ringen |
| ------------------------------------------------------------------- | --------------------------------------------------------------------- | ----------------------------------------------------------------------- |
| —                                                                   | —                                                                     | —                                                                       |

Der Leichtathletikverband von Georgien nahm an den Leichtathletik-Weltmeisterschaften 2019 in Doha teil. Eine Athletin wurde vom georgischen Verband nominiert.

## Ergebnisse

### Frauen

#### Laufdisziplinen
| Athletin             | Disziplin | Vorlauf      | Vorlauf | Halbfinale | Halbfinale | Finale | Finale |
| Athletin             | Disziplin | Zeit         | Platz   | Zeit       | Platz      | Zeit   | Platz  |
| -------------------- | --------- | ------------ | ------- | ---------- | ---------- | ------ | ------ |
| Walerija Schandarowa | 5000 m    | 15:52,11 min | 23      |            |            | DNQ    | DNQ    |